# 1985-ös Formula–1 belga nagydíj
Az belga nagydíj volt az 1985-ös Formula–1 világbajnokság tizenharmadik futama.

## Futam
| Helyezés | #  | Versenyző          | Csapat/Motor           | Körök | Idő/Kiesés oka    | Rajthely | Pontszám |
| -------- | -- | ------------------ | ---------------------- | ----- | ----------------- | -------- | -------- |
| 1        | 12 | Ayrton Senna       | Lotus-Renault          | 43    | 1:34'19,893       | 2        | 9        |
| 2        | 5  | Nigel Mansell      | Williams-Honda         | 43    | + 28,422          | 7        | 6        |
| 3        | 2  | Alain Prost        | McLaren-TAG            | 43    | + 55,109          | 1        | 4        |
| 4        | 6  | Keke Rosberg       | Williams-Honda         | 43    | + 1'15,290        | 10       | 3        |
| 5        | 7  | Nelson Piquet      | Brabham-BMW            | 42    | + 1 kör           | 3        | 2        |
| 6        | 16 | Derek Warwick      | Renault                | 42    | + 1 kör           | 14       | 1        |
| 7        | 17 | Gerhard Berger     | Arrows-BMW             | 42    | + 1 kör           | 8        |          |
| 8        | 8  | Marc Surer         | Brabham-BMW            | 42    | + 1 Kör           | 12       |          |
| 9        | 25 | Philippe Streiff   | Ligier-Renault         | 42    | + 1 kör           | 18       |          |
| 10       | 18 | Thierry Boutsen    | Arrows-BMW             | 40    | + 3 kör           | 6        |          |
| 11       | 26 | Jacques Laffite    | Ligier-Renault         | 38    | Baleset           | 17       |          |
| 12       | 29 | Pierluigi Martini  | Minardi-Motori Moderni | 38    | + 5 kör           | 24       |          |
| 13       | 3  | Martin Brundle     | Tyrrell-Renault        | 38    | + 5 kör           | 21       |          |
| HN       | 24 | Huub Rothengatter  | Osella-Alfa Romeo      | 37    | Nincs eredménye   | 23       |          |
| Kiesett  | 22 | Riccardo Patrese   | Alfa Romeo             | 31    | Motorhiba         | 15       |          |
| Kiesett  | 23 | Eddie Cheever      | Alfa Romeo             | 26    | Váltó             | 19       |          |
| Kiesett  | 15 | Patrick Tambay     | Renault                | 24    | Váltó             | 13       |          |
| Kiesett  | 19 | Teo Fabi           | Toleman-Hart           | 23    | Üzemanyagrendszer | 11       |          |
| Kiesett  | 11 | Elio de Angelis    | Lotus-Renault          | 17    | Turbó             | 9        |          |
| Kiesett  | 30 | Christian Danner   | Zakspeed               | 16    | Váltó             | 22       |          |
| Kiesett  | 9  | Philippe Alliot    | RAM-Hart               | 10    | Baleset           | 20       |          |
| Kiesett  | 28 | Stefan Johansson   | Ferrari                | 7     | Kipördült         | 5        |          |
| Kiesett  | 20 | Piercarlo Ghinzani | Toleman-Hart           | 7     | Baleset           | 16       |          |
| Kiesett  | 27 | Michele Alboreto   | Ferrari                | 3     | Kuplung           | 4        |          |

## Statisztikák
Vezető helyen:
- Ayrton Senna: 42 (1-8 / 10-43)
- Elio de Angelis: 1 (9)

Ayrton Senna 2. győzelme, Alain Prost 15. pole-pozíciója, 16. leggyorsabb köre.
- Lotus 75. GP győzelem

Christian Danner első versenye.